# PGW
PGW var ett svenskt företag inom området detaljhandel som sålde produkter för framställning av främst öl och vin för hemmabruk. PGW grundades 1991. 
Bolaget drev fem fysiska butiker, tre i Stockholmsområdet samt i Göteborg och Uppsala, och en e-handel med ett produktutbud helt riktat mot mat- och dryckeshantverk .

## Historia
PGW grundades 1991, då under namnet PGW Produkter HB, och från början var verksamheten endast avsedd att vara ett hobbyprojekt. Grundaren Per Wåhlin inspirerades av postorderannonser för aktivt kol, framförallt riktade mot den norrländska marknaden, och bestämde sig tillsammans med en vän för att börja sälja aktivt kol i Stockholmsområdet.    
Efter en trög start tog verksamheten snabbt fart. Intresset för aktivt kol i Stockholm visade sig vara stort och verksamheten flyttade under 1991 in i cykelkällaren i Per Wåhlins bostadsrättsförening på Södermalm i Stockholm.
Redan 1992 breddade PGW sin verksamhet och började erbjuda bland annat essenser, turbojäst och vinsatser, och samma år slog man även upp portarna till den allra första PGW-butiken som låg på Hökens Gata 8.
1993 lades verksamheten över till aktiebolaget PGW Produkter AB, och från årsskiftet 2017/2018 till PGW Försäljning AB .
15 januari 2024 försattes bolaget i konkurs. Bolagets domännamn med e-handel pgw.se samt vinshoppen.se har köpts upp av företaget Scancyp Consulting Ltd. Även varumärket Ekens tillhör nu Scancyp.

## PGW idag
PGW Försäljning AB omsatte som mest drygt 50 miljoner kronor (under pandemin, 2020). Under 2021 omsatte bolaget 41,8 miljoner kronor och hade 18 anställda .
Bolaget försattes i konkurs den 15 januari 2024, men bolagets domännamn samt e-handel har en ny ägare som avser att starta e-handelsbutikerna igen efter sommaren.

## Fysiska butiker
PGW Försäljning AB drev som mest fem fysiska butiker , tre i Stockholm, en i Göteborg och en i Uppsala.